# Gaudet Mater Ecclesia
Gaudet Mater Ecclesia (in lingua italiana Gioisce la madre Chiesa) è il titolo in latino di un celebre discorso di papa Giovanni XXIII.
Esso venne pronunciato nella Basilica di San Pietro l'11 ottobre 1962 per l'apertura del Concilio Vaticano II, al termine di una celebrazione solenne alla presenza di tutti i padri conciliari.

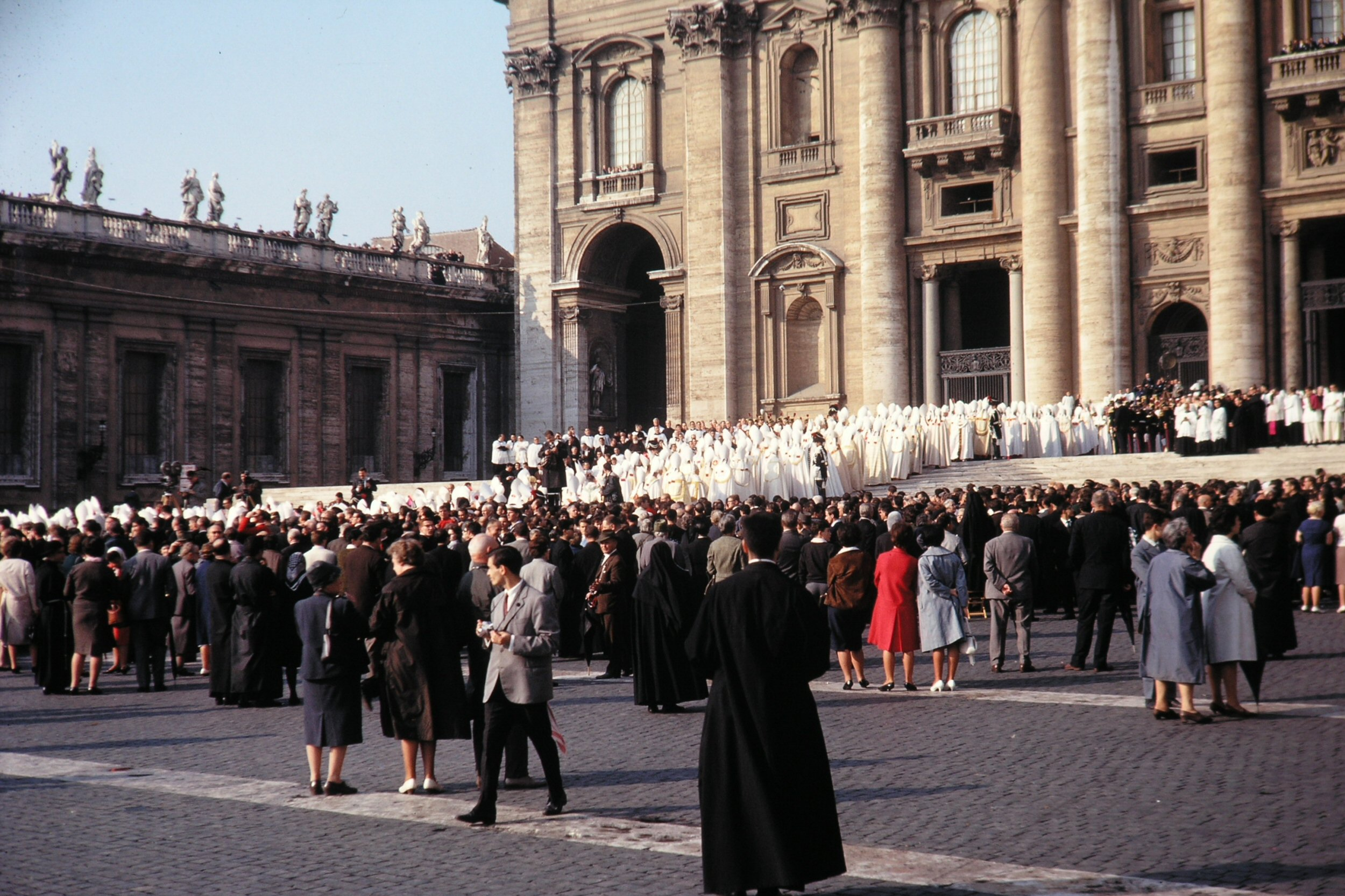
Padri conciliari sul sagrato della Basilica Vaticana il giorno dell'apertura del Concilio Vaticano II

In esso il papa definì quali fossero gli scopi dei lavori dell'assise conciliare:
Egli spiegò quindi come in quei tempi la Chiesa, nel combattere gli errori, preferisse «usare la medicina della misericordia invece di imbracciare le armi del rigore».
Nel discorso egli respinse quelli che definì "profeti di sventura":